# Raïon de Gaguino
Le raïon de Gaguino (Га́гинский район) est une entité territoriale administrative de Russie de type arrondissement (raïon) dans l'oblast de Nijni Novgorod. Il correspond à l'okroug municipal du même nom. Le chef-lieu de l'arrondissement est le village de Gaguino.

## Géographie
Le raïon de Gaguino se trouve dans la partie sud-est de l'oblast de Nijni Novgorod. Il confine aux raïons de Sergatch, de Loukoïanov, de Chatki, d'Octobre rouge, de Bolchoïe Boldino et à l'okroug municipal de Boutourlino.
Il y a 67 localités de peuplement dans l'arrondissement, regroupées dans 6 conseils ruraux. Le siège administratif est Gaguino. Le sol est de type tchernoziom. Gaguino est baigné par la Piana. Il s'étend sur 1 064,18 km2.

## Histoire
Le raïon (arrondissement) de Gaguino a été formé le 7 juillet 1929 sur la base de la volost de Gaguino supprimée, incluant des parties des volosts de Bolchaïa Arat, Bolchaïa Maressevka, Lopatine. Jusqu'au 30 juillet 1930, le raïon dépend de l'okroug d'Arzamas de l'oblast de Nijni Novgorod (devenu le 15 septembre 1929 kraï de Nijni Novgorod; et après l'abolition des okrougs, il est devenu directement subordonné au Comité exécutif régional de Nijni Novgorod (devenu le 7 octobre 1932 le Comité exécutif régional de Gorki).
À l'époque de la formation du raïon, il y avait 116 localités de peuplement avec 86 mille habitants pour la plupart de condition modeste avec une grande proportion d'analphabètes. Il y avait une école moyenne (primaire et secondaire), deux écoles primaires avec premières classes du secondaire et une école primaire. Une partie du raïon de Gaguino est transférée le 17 septembre au raïon de Loukoïanov et en 1930 une partie du raïon de Bolchoïe Boldino est transféré à celui de Gaguino.
En 1935, une partie du raïon de Gaguino est donné à celui de Bolchaïa Maressevka et celui de Salgany. Le 6 décembre 1936, le raïon de Gaguino fait partie de l'oblast de Gorki (nouveau nom alors de Nijni Novgorod).
Une partie du raïon de Gaguino entre en 1945 dans le raïon de Smirnovo. Du 7 janvier 1954 au 23 avril 1957, le raïon de Gaguino fait partie de l'oblast d'Arzamas, puis de nouveau de l'oblast de Gorki. Une partie des territoires supprimés des raïons de Bolchaïa Maressevka et de Smirnovo entre dans le raïon de Gaguino le 15 novembre 1957.
En avril 1963, le raïon de Gaguino est supprimé et son territoire réparti entre le raïon de Chatki et celui de Loukoïanov. Il est formé de nouveau en 1965.

## Population
Recensements (*) ou estimations de la population :
| 1970   | 1989   | 2002*  | 2010*  |
| ------ | ------ | ------ | ------ |
| 27 101 | 17 473 | 15 079 | 12 444 |

| 2012   | 2013   | 2016   | 2019   |
| ------ | ------ | ------ | ------ |
| 12 107 | 11 960 | 11 355 | 10 781 |

| 2020   | 2021   | - | - |
| ------ | ------ | - | - |
| 10 487 | 10 078 | - | - |

## Subdivisions
L'arrondissement est divisé en 6 conseils ruraux,.
- Conseil rural de Bolchaïa Arat (siège Bolchaïa Arat) avec 15 localités
- Conseil rural de Gaguino (siège Gaguino) avec 10 localités
- Conseil rural de Iourievo (siège Iourievo) avec 9 localités
- Conseil rural d'Ouchakovo (siège Ouchakovo) avec 11 localités
- Conseil rural de Pokrov (siège Pokrov) avec 8 localités
- Conseil rural de Vetochkino (siège Vetochkino) avec 14 localités.

## Économie

### Industrie
1. ОАО «Vita»,
2. ООО «Round-N».

### Agriculture
L'arrondissement compte plus de 25 exploitations agricoles d'importance sous diverses formes de propriété juridique. Elles sont surtout spécialisées dans la culture de céréales et la production de lait, produits laitiers et de viande.

## Culture et enseignement
L'arrondissement dispose de 9 établissements d'enseignement moyen (primaire et secondaire), 11 écoles fondamentales et 8 primaires pour 1 802 élèves. Il existe un établissement d'enseignement technique agricole et un établissement technique supérieur agricole (à Vetochkino).
Quelques édifices du patrimoine architectural:

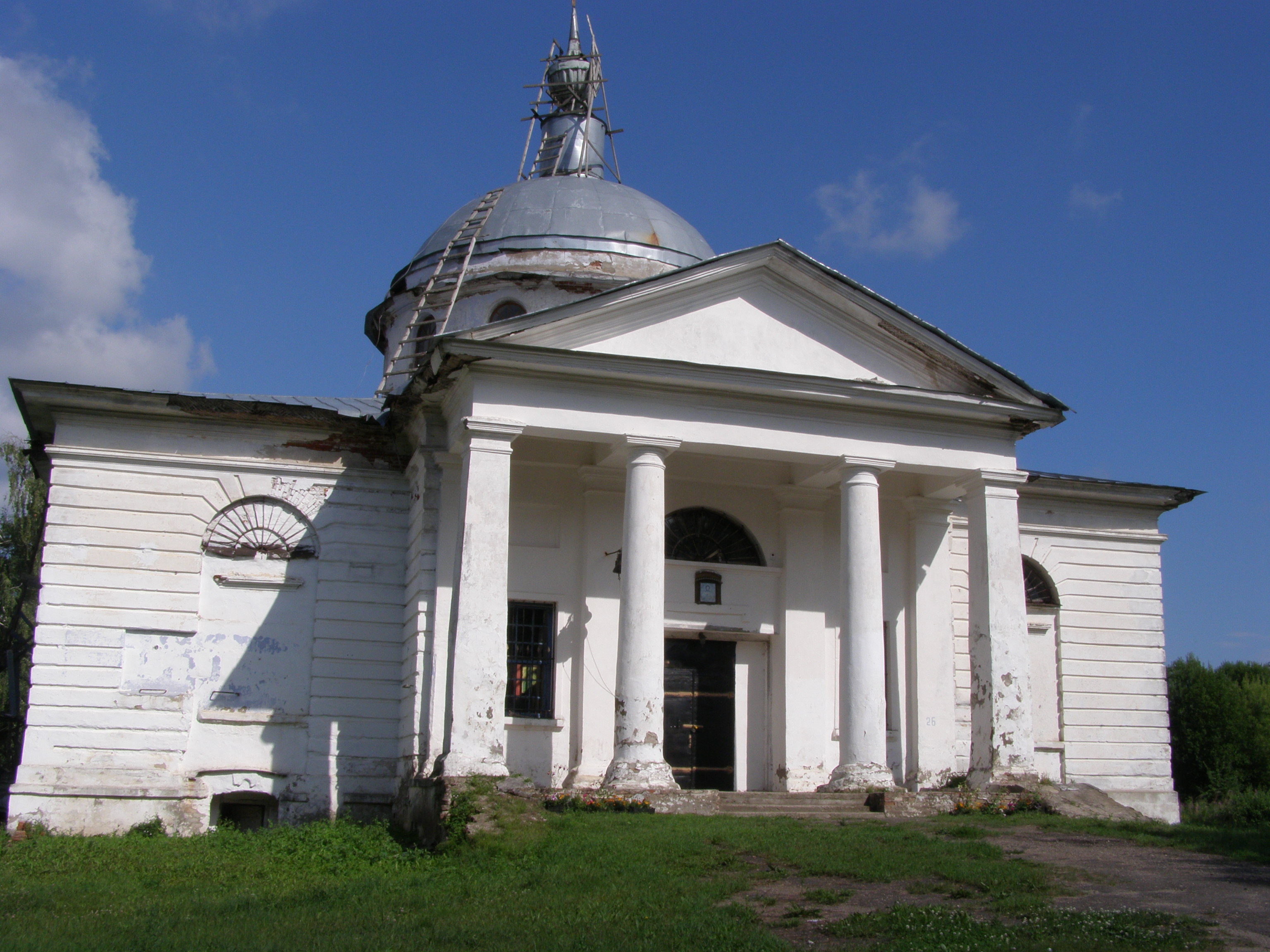
Façade de l'église de la Décollation-de-Saint-Jean-Baptiste de Vetochkino.

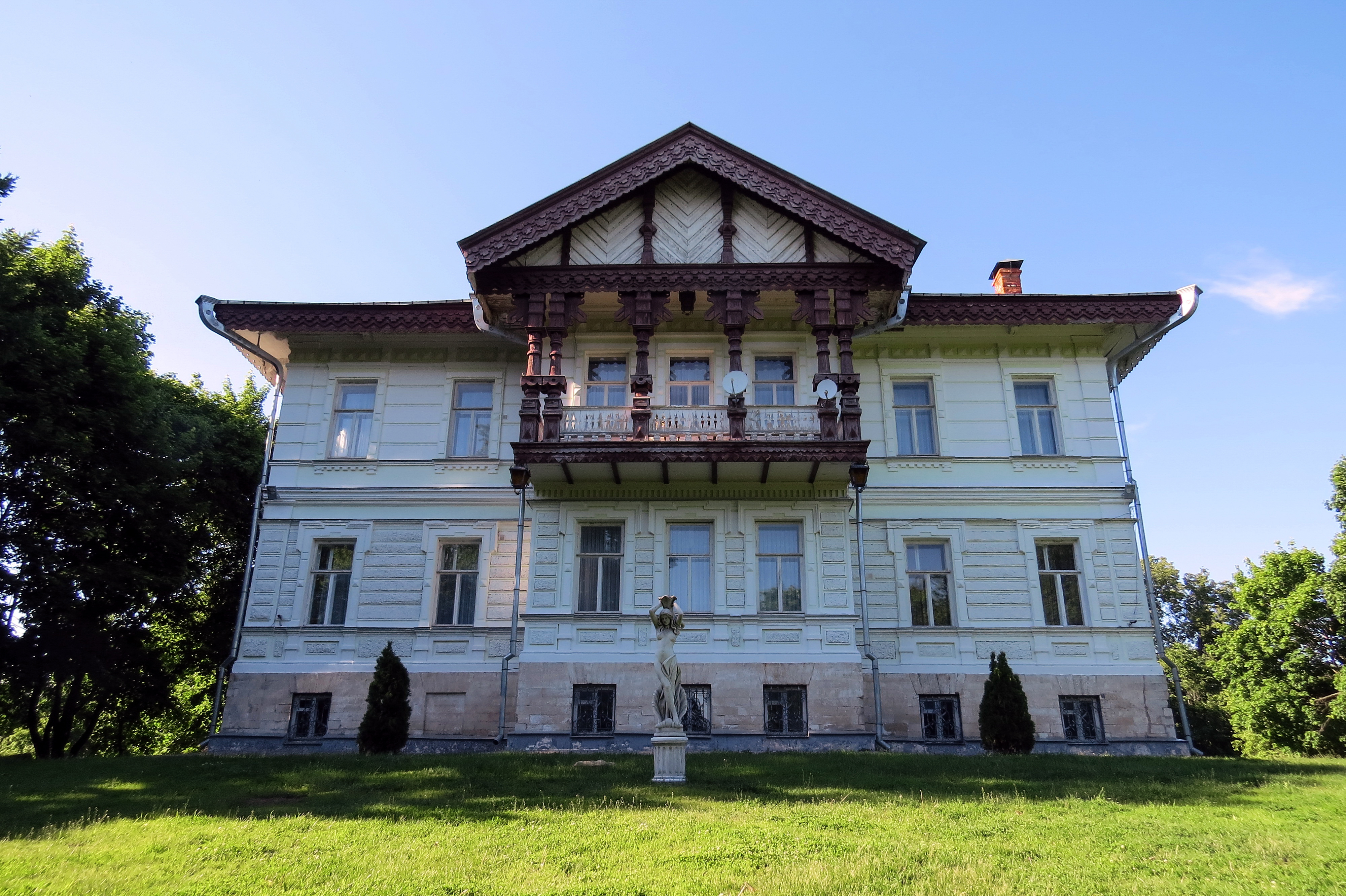
Manoir du général Antoine-Henri Jomini à Baronski.

1. Église de la Transfiguration-du-Sauveur de Bolchaïa Arat construite au XIXe siècle, chapelle de l'ancien monastère masculin de la Trinité de Bolchaïa Arat[8]
2. Église de l'Intercession de Goulenki construite en 1833;
3. Église de la Résurrection de Iourievo construite en 1819[9];
4. Église de la Sainte-Trinité de Kakino construite entre 1864 et 1872;
5. Église Notre-Dame-de-Kazan de Moïsseïevka construite en 1827 et réaménagée au début du XXe siècle;
6. Église de l'Intercession de Novoïedelevo construite en 1871;
7. Église de la Sainte-Trinité d'Ossinovka construite en 1883;
8. Église Notre-Dame-de-Vladimir d'Outka construite au XIXe siècle;
9. Église de la Décollation-de-Saint-Jean-Baptiste de Vetochkino;
10. Manoir de la famille Pachkov: construit au XIXe siècle à Vetochkino;
11. Église de Vorontsovo construite au XIXe siècle.

Établissements culturels:
L'on compte dans l'arrondissement:
- 19 bibliothèques avec des fonds représentant 134 700 ouvrages;
- 8 salles de projection;
- écoles de musique et d'art.

## Santé
Plusieurs établissements de santé se trouvent dans l'arrondissement:
- Hôpital d'arrondissement de 300 lits à Gaguino;
- Hôpital de district de 60 lits à Bolchaïa Arat;
- 26 stations ambulatoires et obstréticales dans différents villages de l'arrondissement.

## Personnalités
- Andreï Vlassov (1901-1946), né à Lomakino, général soviétique passé du côté du Troisième Reich.